# Myriam Mihindou
Myriam Mihindou, née en 1964 à Libreville au Gabon, est une artiste contemporaine franco-gabonaise, plasticienne et performeuse. Elle vit et travaille à Paris.

## Biographie
Myriam Mihindou grandit au Gabon avec une mère française et un père gabonais, avant de s'exiler en France à la fin des années 1980.

## Formation
Après un cursus en architecture, elle intègre l'école des beaux-arts de Bordeaux dont elle sort diplômée en 1993. Souffrant d'aphasie, trouble du langage parlé comme écrit, Myriam Mihindou est en quête d'un moyen d'expression, qu'elle souhaite thérapeutique. Travaillant dans un premier temps la sculpture et la forge, la découverte du Land Art, de Joseph Beuys et d'Ana Mendieta l'incite à orienter son exploration plastique dans la nature à travers des actions ritualisées avec des matériaux organiques (terre, eau, soleil, paraffine, kaolin, thé).

## Parcours artistique
Myriam Mihindou développe un langage plastique pluridisciplinaire, travaillant aussi bien la photographie, la vidéo que le dessin ou la sculpture, ou encore la performance qu'elle nomme « transperformance ». En photographie, la série Déhouca'j (2006) a été présentée au Musée  du Quai Branly. Ses travaux de dessin entremêlent plusieurs supports (collages, broderies, fils de cuivre, aiguilles) comme dans la série Embody/voir en 2017. Sa pratique de la performance, qu'elle nomme transperformance, convoque le public lors de moments troubles et poignants, comme lors de sa performance La Curée, qui a fait pleurer le public de la Biennale de Venise en 2017 : une performance de dépouillement, présentée venue d'un tutu en forme de pagne noir, et ligotée de paquets de coton.
Plus de vingt années de nomadisme, du Gabon à l'île de La Réunion, de l’Égypte au Maroc, lui ont permis de nourrir son œuvre de ces rencontres géographiques, culturelles. Par la culture de sa mère, normande, elle apprend auprès d'un médium qui lui apprend la guérison par les arbres. En Haïti, elle s'approche du Vaudou et des pratiques chamaniques. Hautement autobiographique, son travail artistique est centré sur le corps en résonance avec le monde, y compris en en dévoilant toute la fragilité. Son travail est habité de corps blessés par les luttes de pouvoirs, les oppressions, les violences de la condition humaine. Les objets y sont animés d'une force propre qu'il convient d'écouter. Dans ses performances Polarisation, son processus créatif sonde la mémoire, l'identité, le corps social, politique, sexuel pour mieux, selon ses propres termes «polariser les corps, s'adresser à la communauté humaine». La notion de transmission est centrale dans ses recherches artistiques. « Nous traversons une période de grande inquiétude où les dernières sagesses et héritages sont à prendre comme autant de trésors ». 
En 2024, son installation au Musée du Quai Branly, llim, l'essence des pleurs, réactive des sculptures, objets, instruments de musique de la culture punu, dont est issu son propre père.
Personnalité reconnue du monde de l'art, Myriam Mihindou est membre du conseil d'administration de la Fondation Dapper.

## Expositions personnelles
- 2024, llim, l'essence des pleurs, Musée du Quai Branly, Paris[10]
- 2021 SILO, commissaire : Julie Crenn, Transpalette, Centre d'art, antre peaux, Bourges[11]
- 2018-19 Ivresse, Galerie Maïa Muller, Paris
- 2018 Transmissions[12], Commissaires : Anne Dopffer et Johanne Lindskog, Chapelle Picasso, Musée National Picasso[13], Vallauris
- 2018 Aucun de ses os ne sera brisé, Commissaire : Alicia Knock, Chapelle Saint Séverin, Paris
- 2016 Hostie, Galerie Maïa Muller, Paris
- 2013 La Mandragore, Galerie Maïa Muller, Paris
- 2013 Trance & Trans, Mihindou & FerrandDuo expositie van Myriam Mihindou en Isabel Ferrand Galerie Saana, Utrecht
- 2011 La Robe – Traces of transition, Galerie Sanaa, Utrecht
- 2010 MyriamMIHINDOU, Photographie, Vidéo Centre Jean Moulin
- 2009 La géographie du rêve ;Le bon et/ou le mauvais rêve Trafic Galerie, Ivry Sur Seine
- 2007 Galerie Peter Hermann, Berlin Galerie GM, Montpellier
- 2007  Métamorphose Nuit des galeries Galerie le Cube, Rabat
- 2007 Tabula Raza, IF Rabat, Maroc
- 2007 CCF Gabon, Libreville
- 2007  Le passage est un pas de danse, Woman’s Bulding, San Francisco
- 2007 Matériel, Immatériel, Musée Dapper, Paris
- 2006 Trilogie du détachement, Galerie Le Cube, Rabat
- 2003 Les initiés caressent le ventre du cheval, CCF Alexandrie, Le Caire
- 1999 Tout le monde a peur Commissaire : Marcel Tavé FRAC Réunion, Saint Paul

## Expositions collectives
- 2022 De toi à moi, commissaire Jennifer Flay, Fondation Fiminco, Romainville[14],[15]
- 2021 Ex Africa[16], Musée du Quai Branly - Jacques-Chirac, Paris[17]
- 2021 Memoria : récits d’une autre histoire, Fonds régional d'art contemporain d'Aquitaine, Maison de l'économie créative et de la culture de Bordeaux[17]
- 2019 I Shall Dance in a different society, dans le cadre de la monographie Ernest Mancoba, Commissariat : Alicia Knock
- 2019 Prouvé-Mihindou, Itinérance de Transmissions, Friche de l’Escalette, Marseille
- 2019 Antinymphe, Centre de création contemporaine olivier debré, Tours
- 2018 White blood blue night, Commissaire : Julie Crenn, CACC La Traverse, Alfortville
- 2018 Poétique du geste, Commissaires : Sonia Recasens & Maud Cosson, La Graineterie, Houilles, France
- 2017 D’un monde à l’autre, Fondation pour l’art contemporain Claudine et Jean-Marc Salomon, Annecy
- 2017 Afriques Capitales, Commissaire : Simon Njami, La Villette, Paris
- 2017  La Sève du Nkoso, Commissaire : Sonia Recasens, L’Appartement, Paris
- 2016 Les Sept Démons, Commissaire : Sonia Recasens, H2M, Bourg en Bresse
- 2016 L’iris de Lucy, Commissaire : Orlando Britto Janoiro, Centre Atlantica de Arte Moderno, Las Palmas de Gran Canarias, Espagne
- 2016 L’iris de Lucy, 
  - Commissaire : Annabelle Ténèze, Musée d’Art Contemporain de Rochechouart, France
  - Commissaire : Orlando Britto Janoiro, Musée d’Art Contemporain de Castille et de Léon, Espagne
- 2016 Où poser la tête, Chapitre 2, Commissaire : Julie Crenn, FRAC Réunion, Ile de la Réunion
- 2016 Le temps de l’audace et de l’engagement – De leur temps (5)Collections privées françaises – ADIAF, Institut d’Art Contemporain, Villeurbanne
- 2016 L’esprit singulier, Collection de l’Abbaye d’Auberive, Halle Saint Pierre, Paris
- 2014 Heaven, Hell, Purgatory : The Divine Comedy from the perspective of Comtemporary African Artists, MMK Museum für Moderne KunstFrankfurt am Main, Germany
- 2014 Hémisphères Vaudous, Commissaire : Thibault Honoré Musée Vaudou, Strasbourg
- 2012 Les Maîtres du désordre, Commissaire : Jean de Loisy, Musée du Quai Branly, Paris, France ; La Caixa, Madrid, Espagne ; Kunst-Und Ausstellungshalle, Der Bunderpublik, Allemagne
- 2011  Désir, Collection FRAC Réunion
- 2009 Sortilège[18], commissaire Anne Malherbe[19], Fondation pour l'Art Contemporain Salomon
- 2007-2004 Africa Remix, Museum Kunstpalast, Düsseldorf, Allemagne ; Centre Georges Pompidou, Paris, France ; Hayward Gallery, Londres, Angleterre ; Johannesburg Art Gallery, Johannesburg, Afrique du sud.
- 2022 Globalisto. Une philosophie en mouvement[20], Musée d'art moderne et contemporain de Saint-Étienne Métropole, Saint-Étienne, France

## Performances
- 2021 Trans-performance, CAPC Musée d'Art Contemporain de Bordeaux[21]
- 2019 Polarisation – L’en-corps, Centre Pompidou, Paris
- 2019 L’aire des assises, Musée d’Art moderne et contemporain de Strasbourg, en collaboration avec Violaine Le Fu
- 2019 Galop, Musée d’art moderne et contemporain de Saint-Etienne, collaboration Mariette Auvray
- 2018 Bonbon alcoolisé, La Friche Belle de Mai, Marseille
- 2017 Les Ailes de mon père, La Colonie, Paris
- 2017 La Curée / The Kill, Biennale de Venise, Pavillon Arts & Globalization, Venise
- 2017 Performance, Afriques Capitales, La Villette, Paris
- 2016 Okuyi Crotège d’un lait de Chèvre, Commissaire : Nadine Bilong, Biennale de Dakar
- 2015 L’anneau bleu, Fondation Calouste Gulbenkian, Paris
- 2013 No Sensibility, Afrikadaa From Birth to i-dentity, Le Lavoir Moderne, Paris
- 2012 Nkisi, le miroir et la terre, Myriam Mihindou et Ibou Gueye Ouakam, Les scénographies urbaines, OuakamSénégal
- 2011 Breathing, le souffle de la vache, Commissaire : Daphne Pappers, Contex without walls, Kosmopolis
- 2009 La Langue secouée, Collaboration : Jean Morisset (écrivain, photographe) Arrangements sonores : Nadir Babouri, Trafic Galerie, France

## Prix et distinctions
- Prix Aware, 2022[22]